# マイク・コフラン
マイク・コフラン（Mike Coughlan, 1959年2月17日 - ）は、イギリス出身のエンジニア。マクラーレンやウィリアムズでチーフデザイナーを務めた。
1990年代前半の雑誌記事などでは「マイク・コグラン」等と表記されるものもある。

## 経歴
10歳の時に、父親に連れられ見たブランズハッチのレースでレースファンとなった。
その情熱を持ち続けてレースチームで働くことを志し、ブルネル大学で機械工学を専攻した。1981年に大学を卒業するとすぐに、レーシングカーコンストラクターのティガ（Tiga）に入り、そこでジュニア・フォーミュラのデザインを多数手がけた。

### ロータス
1984年にロータスに移り、CARTのインディカーデザインを手がけた後に、97TでF1に初めて関わった。1985年、アイルトン・セナとエリオ・デ・アンジェリスが97Tをドライブし、ポルトガルGPにおいて、セナと、コフランにとってのF1初勝利を挙げた。
1988年の100Tの失敗によりジェラール・ドゥカルージュがロータスを去り、チームの技術部門は大幅な体制変更が行われ、フランク・ダーニーが新たにテクニカルディレクターに、コフランはチーフデザイナーに就任した。1988年をもってホンダV6ターボエンジンも失い、その後エンジンはジャッドV8、ランボルギーニV12とたびたびの変更を余儀なくされた。設計部門の舵取りは厳しいものとなり、チーム力は急速に下降線をたどった。

### ジョン・バーナード門下
1990年末には、ダーニーら技術部門の大部分がロータスを去った。コフランもこの時期にゴダルマイニングのジョン・バーナードのデザイン事務所 に転属し、ベネトンでチーフデザイナーとしてB191の開発に携わった。しかし、フラビオ・ブリアトーレに忌避されたバーナードがベネトンでの仕事を失い、1992年の初めには、コフランはティレルに移籍してジョージ・ライトンと合流し、1992年シーズンにはレースエンジニアととしてティレル 020Bをともに仕上げ、ティレル 020Cの設計に関わり同年末にチームを去るジョージ・ライトンに代わって1993年シーズン後半に使用されたティレル 021では設計での中心人物を務めた。
1993年8月に、再びジョン・バーナードのデザイン事務所(1992年8月設立の) FDD (Ferrari Design and Development)に戻り、フェラーリ開発に関与し、1997年4月、B3テクノロジーズとその名を変えたその後も、バーナードと一貫して仕事をともにした。

### アロウズ・マクラーレン
1998年にB3テクノロジーズがアロウズに関わり始めるや同チームのチーフデザイナーとなり、バーナードがチーム代表トム・ウォーキンショーとの確執から同チームと袂を分って後も残留し、1999年8月にはエグバル・ハミディの後任としてテクニカルディレクターとなり、同チームのデザイン部門を統括した。2000年に開発したA21では、プルロッド式フロントサスペンションを復活させて注目された。
2002年8月にチーフデザイナーとしてマクラーレンに加入し、テクニカルディレクターのエイドリアン・ニューウェイとともに開発を行った。

### スパイゲート
2007年、コフランが2007年型フェラーリF2007の知的所有権に触れる内容が記載された780ページにも及ぶ書類を印刷業者に持込み、印刷業者がフェラーリ社に通報したことから、産業スパイ疑惑が発覚した。F1における大スキャンダルとしてメディアを騒がし、マクラーレンは発覚と同時にコフランを停職処分とした。
印刷業者にコピーを頼んだ書類は、フェラーリのナイジェル・ステップニーから提供を受けたものとされた（ステップニーは体制の変革に伴い冷遇を受けたといわれている）。イギリス・イタリアの当局により捜査が行なわれる一方で、当局と一部連携した形でFIAも独自に調査を進め、2007年7月26日、パリで世界モータースポーツ評議会（WMSC）の臨時会議が行われた。
そこでは、マクラーレンがフェラーリの機密情報を持っている件が国際競技コードの第151c条に違反していると認めたものの、それがマクラーレンのMP4-22に使用された証拠が不十分であることから、処分を科さないことを決めた。コフランとステップニー両名には長期間、国際モータースポーツから追放されるべきではない理由を弁明する機会を与えた。この裁定の権限はFIA法務部に委託された。
2007年9月13日に新しい証拠が出てきたとしてWMSCが再招集された。新しい証拠とはコフランとテストドライバーであるペドロ・デ・ラ・ロサとの電子メールでのやり取りと、コフランとステップニーとのコミュニケーションだった。
裁定の結果、マクラーレンに対して2007年度コンストラクターズポイント剥奪、1億ドルの罰金、2008年度マシンに関して車検を行うという厳罰が下された。ただし、ドライバーに対しては証拠提出の見返りとしてペナルティを科さないことを決めた。9月22日、マクラーレンは控訴しないことを決定したと発表した。
コフランは2008年にマクラーレンを退職した。

### ステファンGP
2010年のF1世界選手権への参戦を目指していたステファンGPにテクニカルディレクターとして就任した。撤退したトヨタのTF110をベースに作製した自社製マシン「S-01」を完成させ、US F1の参戦枠獲得を目指していたがついに叶わなかった。その理由は様々な要因を挙げられたが、それらの不安要素の一つとしてコフラン自身の存在であったとされ、マクラーレンにおけるスパイゲート事件の中心人物であったコフランが再びF1に戻ってくる事に反対した関係者がいたといわれている。
同チームは2011年のF1世界選手権への参戦を目指すために新体制を整えたが、そのチーム写真にコフランの姿はなかった。この件についてチーム側からのリリースは全くされていないものの、コフランは離脱したと見られた。

### F1復帰
F1から離れてからはオセロットと呼ばれる装甲車両のデザインに携わった後、2011年3月31日に、コフランがNASCARのマイケル・ウォルトリップ・レーシングに在籍している事が報じられた。
2011年6月よりウィリアムズチームにチーフエンジニアとして移籍することが発表された。同年10月にはテクニカルディレクターに就任した。2012年にウィリアムズは大きく躍進したが、2013年は一転して不振に陥り、同年7月にコフランの離脱と、パット・シモンズのチーフテクニカルオフィサー就任を発表した。